# Fertőrákos

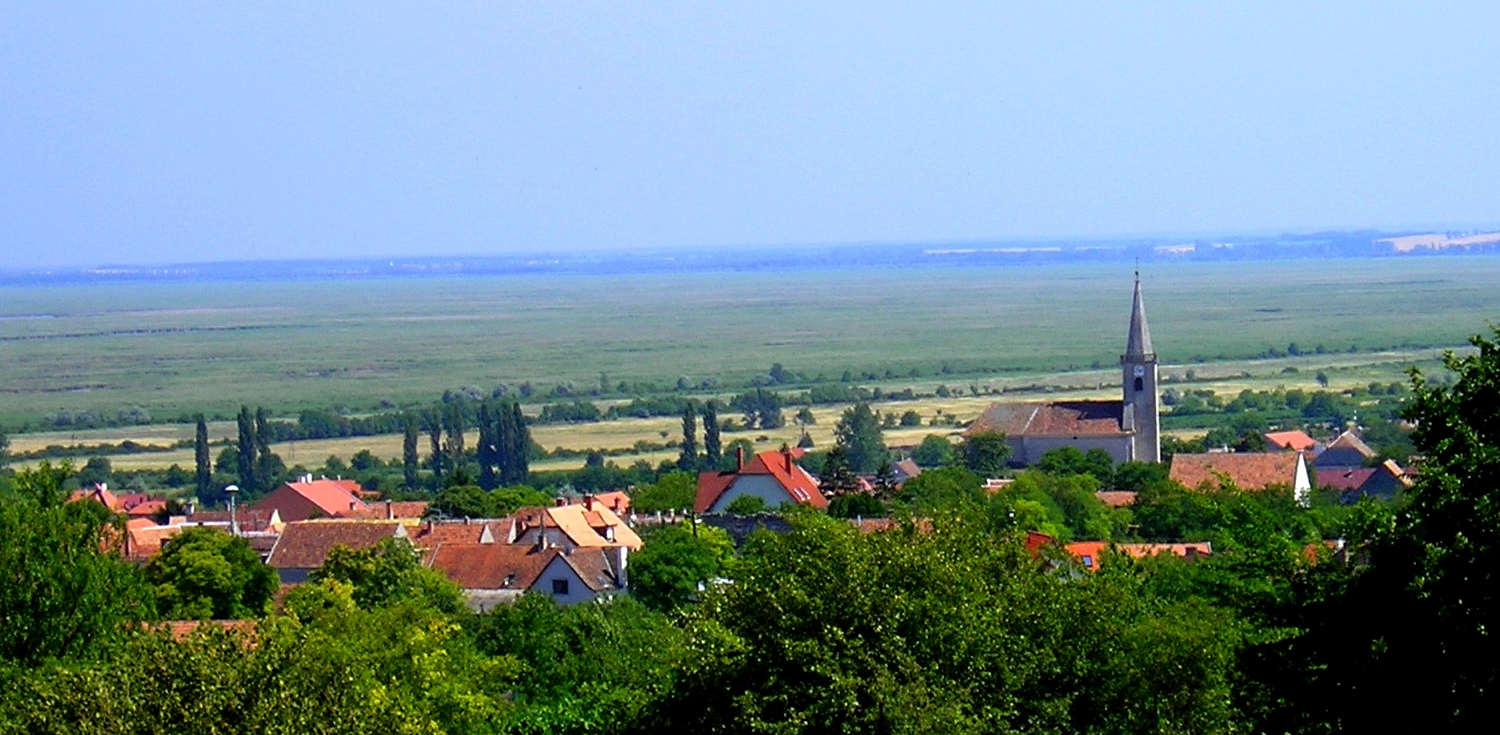
Fertőrákos vid sjön Fertő.

Fertőrákos [ˈfɛrtøːraːkoʃ] (på tyska: Kroisbach) är en mindre stad i provinsen Győr-Moson-Sopron i Ungern. År 2019 hade Fertőrákos totalt 2 323 invånare.